# Morro Castle (Schiff, 1900)
Die Morro Castle (I) war ein 1900 in Dienst gestelltes Passagierschiff der US-amerikanischen Reederei Ward Line, das im regelmäßigen Liniendienst von New York nach Havanna (Kuba) eingesetzt wurde. Die Morro Castle wurde 1924 verkauft und 1926 in Italien verschrottet.

## Das Schiff
Das 6004 Bruttoregistertonnen große Dampfschiff Morro Castle wurde 1899 auf der Werft William Cramp and Sons in Philadelphia für die Plant Line (eigentlich Canada, Atlantic and Plant Steamship Company) auf Kiel gelegt. Sie lief am 14. April 1900 für die Ward Line (eigentlich New York and Cuba Mail Steamship Company) vom Stapel, eine in New York ansässige Reederei, die seit 1841 Passagiere, Fracht und Post zwischen New York und verschiedenen Häfen in der Karibik wie Nassau oder  Havanna transportierte. Benannt wurde der Dampfer nach der gleichnamigen Festung am Eingang zur Bucht von Havanna, Castillo de los Tres Reyes del Morro, verkürzt El Morro und im Englischen Morro Castle genannt.
Das 121,92 Meter lange und 15,24 Meter breite Schiff hatte zwei Masten, zwei Schornsteine und zwei Propeller. Der schwarz angestrichene Schiffsrumpf wurde von weißen Decksaufbauten überragt. Die Morro Castle wurde von Dreifachexpansions-Dampfmaschinen angetrieben, die eine Reisegeschwindigkeit von 18 Knoten ermöglichen. Die Passagierunterkünfte waren für 136 Passagiere in der Ersten Klasse (Saloon Class), 62 in der Zweiten Klasse (Cabin Class) und 44 in der Dritten Klasse (Steerage) ausgelegt.
William Cramp lieferte die fertige Morro Castle im Oktober 1900 an ihre Eigner ab. Am 10. November 1900 lief sie in New York zu ihrer Jungfernfahrt nach Havanna aus. Das Kommando hatte der Kommodore der Ward Line, Kapitän Cleveland Downs. Später wurde Robert R. Willmott langjähriger Kapitän des Schiffs. Er übernahm später auch das Kommando über die zweite Morro Castle (Baujahr 1930). Das Schiff war mehrere Jahre lang ein Rekordhalter für die Ward Line in Bezug auf Geschwindigkeit.
Am 16. Mai 1904 rammte die Morro Castle vor der Küste von New Jersey den Schoner Pleiades des Fulton Fish Market, welcher als Folge davon unterging. Der Passagierliner rettete Kapitän Henry Ness und die übrigen 17 Besatzungsmitglieder des Schoners. 1924 wurde die Morro Castle in Brooklyn aufgelegt und kurz danach an die Walters Navigation Company verkauft. 1926 wurde das Schiff in Italien verschrottet.